# David Halberstam

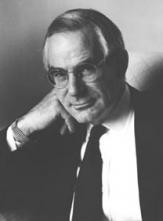
David Halberstam (unbekannter Fotograf, ohne Datum)

David Halberstam (* 10. April 1934 in New York; † 23. April 2007 in Menlo Park, Kalifornien) war ein US-amerikanischer Journalist und Schriftsteller.

## Biographie
Halberstam war der Sohn des Militär-Chirurgen Charles A. Halberstam und der Lehrerin Blanche Levy Halberstam. Er studierte bis 1955 an der Harvard University. Von 1960 an bis in die späten 1960er war er als Auslandskorrespondent für die New York Times tätig. Er gewann 1964 gemeinsam mit Malcolm Browne den Pulitzer-Preis für Auslandsberichterstattung über den beginnenden Vietnamkrieg. Seine kritische Berichterstattung über das US-amerikanische Engagement in Südostasien brachte unter anderem US-Präsident John F. Kennedy dazu, beim NYT-Herausgeber Arthur Ochs Sulzberger auf Halberstams Entlassung zu drängen.
Nach dem journalistischen Tagesgeschäft konzentrierte er sich auf die Recherche und Publikation von Büchern und Magazinartikeln. Halberstam veröffentlichte insgesamt 21 Bücher, darunter Werke über den Vietnamkrieg, den 11. September 2001 und über den Basketballspieler Michael Jordan. Er war zeitlebens einem kritischen, aufklärerischen Journalismus verpflichtet. Waren es anfänglich politische Publikationen, mit denen er Erfolg hatte, verlegte er sich mit zunehmendem Alter mehr auf Sportmonographien. Halberstam war mit dem deutschen Publizisten Peter Scholl-Latour befreundet.
Sein älterer Bruder Michael war ein bekannter Kardiologe in Washington. Er wurde 1980 zu Hause von einem Einbrecher erschossen.
David Halberstam starb bei einem Autounfall nahe Menlo Park, Kalifornien, auf dem Weg zu einem Interview mit dem früheren Football-Star Y. A. Tittle. Er hinterließ seine Frau, die Schriftstellerin Jean Sandness, mit der er seit 1979 verheiratet war, und Tochter Julia, die als Lehrerin tätig ist.